# All Distortions Are Intentional
All Distortions Are Intentional —en español: Todas las distorsiones son intencionales—  es el cuarto álbum de estudio de la banda de rock galesa Neck Deep, fue lanzado el 24 de julio de 2020 por Hopeless Records. Fue producido por Matt Squire y mezclado por Seb Barlow. Este es el primer álbum que no presenta a Lloyd Roberts, quien se fue en el otoño de 2018 y el último en presentar al miembro original y baterista Dani Washington antes de su partida en 2022. El fotógrafo de la banda, Joshua Halling, grabó el bajo en todas las pistas de este álbum. Sin embargo, decidió no unirse a la banda a tiempo completo en donde volvió a ser el fotógrafo de la banda.
Anunciado como un álbum conceptual, su historia tiene lugar en Sonderland, un retrato exagerado de la sociedad habitada por los personajes principales Jett y Alice, quienes juntos tratan temas de amor, pérdida, desilusión y desesperación.

## Antecedentes
El grupo pasó la mayor parte de la segunda mitad de 2017 y 2018 de gira en apoyo de su tercer álbum The Peace and the Panic, incluidas actuaciones en el Slam Dunk Festival en el Reino Unido y el Warped Tour en los Estados Unidos. Poco después, el bajista Fil Thorpe-Evans dejó la banda para seguir una carrera en solitario y fue reemplazado por Joshua Halling, el fotógrafo de la banda. Con su nuevo miembro, la banda lanzó un sencillo en junio de 2019 y se embarcó en una gira de verano con Blink-182 y Lil Wayne. Después de esto, se tomaron el resto del año libre de giras. El 11 de febrero de 2020 lanzaron su aplicación oficial. También anunciaron que el antiguo colaborador detrás de cámaras y músico de gira, Seb Barlow, había reemplazado a Joshua Halling después de la finalización de su nuevo álbum.

## Recepción
All Distortions Are Intentional ha recibido críticas generalmente positivas de los críticos musicales. Eva Zhu de Exclaim! Considera que "podría ser el mejor trabajo de la banda".

## Lista de canciones
Todas las canciones escritas y compuestas por Neck Deep and Sebastian Barlow. 
| N.º | Título                   | Duración |  |
| 1.  | «Sonderland»             | 3:39     |  |
| 2.  | «Fall»                   | 3:34     |  |
| 3.  | «Lowlife»                | 3:09     |  |
| 4.  | «Telling Stories»        | 3:19     |  |
| 5.  | «When You Know»          | 3:09     |  |
| 6.  | «Quarry»                 | 1:26     |  |
| 7.  | «Sick Joke»              | 3:47     |  |
| 8.  | «What Took You So Long»  | 3:33     |  |
| 9.  | «Empty House»            | 3:34     |  |
| 10. | «Little Dove»            | 3:04     |  |
| 11. | «I Revolve (Around You)» | 3:38     |  |
| 12. | «Pushing Daisies»        | 3:43     |  |

## Personal
Neck Deep
- Ben Barlow – voz principal
- Sam Bowden - guitarra
- Matt West - guitarra
- Dani Washington – Batería